# Drei-Länder-Meisterschaft 2019
Die 2. Drei-Länder-Meisterschaft fand  am 15. Juni 2019 im schweizerischen Gippingen statt. Im Rahmen dieses Wettbewerbs wurden die U23-Meisterschaften im Straßenrennen von Deutschland, Luxemburg und der Schweiz gemeinsam ausgetragen.
Die Titelkämpfe fanden im Rahmen der Gippinger Radsporttage statt. Zwei Tage vor dem Meisterschaftsrennen wurde  auf derselben Strecke der Grosse Preis des Kantons Aargau ausgefahren. Dabei handelt es sich um zwei verschiedene Rundkurs: zunächst dreimal über eine 9,1 Kilometer lange Schleife, anschließend sieben Runden zu je 19,8 Kilometer. Insgesamt sind 166 Kilometer zurückzulegen. Die große Runde führt über Leuggern, Strick, Reuenthal, Felsenau und Gippingen.
Schon in den Jahren 1974 bis 1986 fanden die deutschen Meisterschaften der Profis als Drei-Nationenmeisterschaft gemeinsam mit den Schweizern und den Luxemburgern sowie von 1987 bis 1994 mit den Schweizern und den Liechtensteinern statt. Die erste Austragung nach 1994 war 2018 im deutschen Kreis Unna.
Bei der Drei-Länder-Meisterschaft kürte jede Nation ihren eigenen Meister, ebenso wurde ein Gesamtsieger geehrt.
Das Feld bestand  aus rund 150 Fahrern, darunter rund 90 deutsche Sportler, rund 40 aus der Schweiz sowie rund 15 aus Luxemburg.

## Ergebnisse

### Gesamtwertung
| Platz | Nation      | Athlet            | Zeit       |
| 1     | Deutschland | Leon Heinschke    | 3:59:36 h  |
| 2     | Deutschland | Johannes Adamietz | + 2 s      |
| 3     | Deutschland | Henri Pakalski    | + gl. Zeit |
| 4     | Schweiz     | Mauro Schmid      | + gl. Zeit |
| 5     | Deutschland | Dominik Bauer     | + gl. Zeit |
| 6     | Deutschland | Tobias Nolde      | + gl. Zeit |
| 7     | Deutschland | Jakob Geßner      | + gl. Zeit |
| 8     | Schweiz     | Antoine Aebi      | + gl. Zeit |
| 9     | Schweiz     | Damian Lüscher    | + gl. Zeit |
| 10    | Deutschland | Jonas Rutsch      | + 4 s      |

#### Deutschland
| Platz | Athlet            | Zeit      |
| ----- | ----------------- | --------- |
| 1     | Leon Heinschke    | 3:59:36 h |
| 2     | Johannes Adamietz | + 2 s.    |
| 3     | Henrik Pakalski   | gl. Zeit  |
| 4     | Dominik Bauer     | gl. Zeit  |
| 5     | Tobias Nolde      | gl. Zeit  |
| 6     | Jakob Geßner      | gl. Zeit  |
| 7     | Jonas Rutsch      | + 4 s.    |
| 8     | Jonas Hartig      | + 11 s    |
| 9     | Juri Hollmann     | + 24 s    |
| 10    | Martin Salmon     | + 56 s    |

#### Schweiz
| Platz | Athlet           | Zeit       |
| ----- | ---------------- | ---------- |
| 1     | Mauro Schmid     | 3:59:38 h  |
| 2     | Antoine Aebi     | gl. Zeit   |
| 3     | Damian Lüscher   | + 1 s      |
| 4     | Stefan Bissegger | + 1:42 min |
| 5     | Yves Lütolf      | + 1:45 min |
| 6     | Yannis Voisard   | + 1:49 min |
| 7     | Robin Froidevaux | + 1:54 min |
| 8     | Valère Thiébaud  | + 2:01 min |
| 9     | Loris Rouiller   | + 2:02 min |
| 10    | Simon Imboden    | + 2:04 min |

#### Luxemburg
| Platz | Athlet             | Zeit       |
| ----- | ------------------ | ---------- |
| 1     | Ken Conter         | 4:01:37 h  |
| 2     | Misch Leyder       | + 2 s      |
| 3     | Arthur Kluckers    | + 4 s      |
| 4     | Tiago da Silva     | + 1:36 min |
| 5     | Maxime Weyrich     | + 5:14 min |
| 6     | Cedric Pries       | gl. Zeit   |
| 7     | Tristan Parrotta   | + 6:02 min |
| 8     | Colin Heiderscheid | + 7:14 min |
| 9     | Pit Leyder         | + 7:15 min |
| 10    | Gilles Kirsch      | + 7:31 min |